# Keratsinion
Keratsinion este un oraș în Grecia.